# 5251 Bradwood
5251 Bradwood (1985 KA) là một tiểu hành tinh bay qua Sao Hỏa được phát hiện ngày 18 tháng 5 năm 1985 bởi A. C. Gilmore và P. M. Kilmartin ở Lake Tekapo.